# Luck and Strange
Luck and Strange é o quinto álbum de estúdio do cantor e compositor David Gilmour, lançado em 6 de setembro de 2024. Foi produzido pelo próprio cantor e Charlie Andrew. Gilmour disse que Andrew o desafiou musicalmente e não se intimidou com seu trabalho anterior no Pink Floyd.
A esposa de Gilmour, a romancista Polly Samson, escreveu muitas das letras, que, segundo ela, abordavam a mortalidade e o envelhecimento. Seus filhos contribuíram com vocais, letras e instrumentação adicionais. A faixa "Luck and Strange" apresenta teclados gravados em 2007 pelo tecladista do Pink Floyd, Richard Wright, que morreu em 2008.
"The Piper's Call", "Between Two Points" e "Dark and Velvet Nights" foram lançadas como singles.

## Produção
Durante a pandemia de COVID-19, Gilmour e sua família tocaram música em lives. Gilmour disse que isso o inspirou a "abandonar parte do passado ao qual eu me sentia preso" e explorar novas ideias musicais. Gilmour sentiu que Luck and Strange foi seu melhor trabalho desde o álbum The Dark Side of the Moon, de 1973, de sua banda Pink Floyd.
Luck and Strange foi gravado durante cinco meses no Medina Studio de Gilmour, em Hove, e no British Grove Studios de Mark Knopfler, em Londres, com o produtor Charlie Andrew. Gilmour disse que Andrew o desafiou e o fez abordar suas músicas de novas maneiras, desafiando seus hábitos. Ele disse: "Ele tem uma maravilhosa falta de conhecimento ou respeito por esse meu passado. Ele é muito direto e não se intimida de forma alguma, e eu adoro isso. Isso é muito bom para mim, porque a última coisa que você quer é que as pessoas se submetam a você". Andrew disse que não estava 'tentando regurgitar outro álbum do Pink Floyd ou um dos álbuns solo [de Gilmour]'.
O álbum conta com músicos como Guy Pratt e Tom Herbert no baixo, Adam Betts, Steve Gadd e Steve DiStanislao na bateria, e Rob Gentry e Roger Eno nos teclados. As cordas e o coral foram arranjados por Will Gardner e gravados na Ely Cathedral, em Cambridgeshire. A esposa de Gilmour, a escritora Polly Samson, escreveu a maior parte das letras, que, segundo ela, refletiam temas de mortalidade e envelhecimento. Ela adaptou a letra de "Dark and Velvet Nights" de um poema que compôs para o aniversário de casamento do casal. O filho do casal, Gabriel, contribuiu com os vocais de apoio, e Charlie, outro filho, contribuiu com algumas letras de "Scattered".
"Luck and Strange" apresenta teclados gravados pelo tecladista do Pink Floyd, Richard Wright, durante uma jam no estúdio de Gilmour em 2007. Wright morreu em 2008. Gilmour aproveitou a gravação para criar a música final, dizendo que ela "começou a desenvolver uma profundidade da qual eu havia me esquecido. A forma de tocar nela é inconfundivelmente de Richard".
O álbum apresenta um cover da música "Between Two Points", de 1999, originalmente da banda britânica The Montgolfier Brothers. Gilmour disse que era fã da música desde seu lançamento e ficou surpreso por não ter sido um sucesso. Sua filha, Romany, tocou harpa e fez os vocais. Mark Tranmer, dos Montgolfier Brothers, disse que gostou da versão de Gilmour, afirmando que “ela diverge da original, mas mantém o espírito”.